# Montague (île du Mexique)
Pour les articles homonymes, voir Montague.
Montague est une île mexicaine située à l'embouchure même du fleuve Colorado et dont la partie méridionale baigne le golfe de Californie.

## Géographie
Montague est une île d'origine continentale et alluvionnaire située  au niveau de l'embouchure du Colorado, à l'extrêmité nord du golfe de Californie, divisant le fleuve en deux bras d'environ 2 km de largeur chacun. Les eaux issues de ces canaux naturels se jettent dans la mer de Cortés après avoir parcouru plus de 2300 km depuis le mont Richthofen, dans les montagnes Rocheuses. L'île fait environ 21 km de longueur et 7,5 km dans sa plus grande largeur pour 132,8 km2 de superficie totale. Du fait de sa situation, des apports hydriques et alluvionnaires du fleuve, ainsi que des importantes marées qui existent dans le golfe (jusqu'à plus de 10 m d'amplitude), la géographie de l'île principale et des îles environnantes est évolutive. Montague est cependant mentionnée sur les cartes depuis 1873.
L'île Montague est inhabitée et est devenue un espace naturel protégé gouvernemental depuis 1974 et une réserve de biosphère de l'UNESCO depuis 1993.